# Dendrobium pleasancium
Dendrobium pleasancium är en orkidéart som beskrevs av P.O'byrne och Jaap J. Vermeulen. Dendrobium pleasancium ingår i släktet Dendrobium, och familjen orkidéer. Inga underarter finns listade i Catalogue of Life.